# 71a Mostra Internacional de Cinema de Venècia
La 71a Mostra Internacional de Cinema de Venècia va tenir lloc del 27 d'agost al 6 de setembre de 2014. El festival va obrir amb la pel·lícula de Alejandro G. Iñárritu Birdman, i va clausurar amb el drama d'Ann Hui Huang jin shi dai. L'actriu italiana Luisa Ranieri fou la mestressa de cerimònies d'apertura i clausura del festival. La pel·lícula sueca En duva satt på en gren och funderade på tillvaron, dirigida per Roy Andersson, va guanyar el Lleó d'Or, i el documental de Joshua Oppenheimer The Look of Silence va guanyar el Gran Premi del Jurat.
Els cineastes estatunidencs Thelma Schoonmaker i Frederick Wiseman van rebre el premi a tota la seva carrera. El compositor francès Alexandre Desplat va ser el cap del jurat de la competició principal.
El pòster del festival va retre tribut François Truffaut en mostrar el personatge d'Antoine Doinel protagonitzat per Jean-Pierre Léaud en el drama de 1959 Les Quatre Cents Coups.

## Jurats
Competició principal (Venezia 71)
- Alexandre Desplat: Compositor francès (President)
- Joan Chen: actriu i directora xinesa
- Philip Groning: director alemany
- Jessica Hausner: directora austríaca
- Jhumpa Lahiri: novel·lista hindu
- Sandy Powell: modista britànica
- Tim Roth: actor britànic
- Elia Suleiman: director palestí
- Carlo Verdone: actor i director italià

Horitzons (Orizzonti)
- Ann Hui: directora de Hong Kong (President)
- Moran Atias: actriu israeliana
- Pernilla August: actriu i directora sueca
- David Chase: escriptor i director estatunidenc
- Mahamat-Saleh Haroun: director txadià
- Roberto Minervini: director italià
- Alin Taşçıyan: crític turc

Opera Prima (Premi Venècia a la pel·lícula de debut)
- Alice Rohrwacher: directora italiana (Presidenta)
- Lisandro Alonso: director argentí
- Ron Mann: cineasta canadenc
- Vivian Qu: cineasta xinesa
- Razvan Radulescu: novel·lista i director romanès

## Selecció oficial

### En competició
Les següents pel·lícules foren seleccionades per competir pel Lleó d'Or:
| Títol original                                     | Director(s)           | País de producció                                    |
| -------------------------------------------------- | --------------------- | ---------------------------------------------------- |
| 99 Homes                                           | Ramin Bahrani         | Estats Units                                         |
| Birdman or (The Unexpected Virtue of Ignorance)    | Alejandro G. Iñárritu | Estats Units                                         |
| Anime nere                                         | Francesco Munzi       | Itàlia, França                                       |
| The Cut                                            | Fatih Akin            | Alemanya, França, Itàlia, Canadà, Polònia, Turquia   |
| Loin des hommes                                    | David Oelhoffen       | França                                               |
| Nobi                                               | Shinya Tsukamoto      | Japó                                                 |
| Good Kill                                          | Andrew Niccol         | Estats Units                                         |
| Hungry Hearts                                      | Saverio Costanzo      | Itàlia                                               |
| Le dernier coup de marteau                         | Alix Delaporte        | França                                               |
| Il giovane favoloso                                | Mario Martone         | Itàlia                                               |
| The Look of Silence (Senyap)                       | Joshua Oppenheimer    | Dinamarca, Finlàndia, Indonèsia, Noruega, Regne Unit |
| Manglehorn                                         | David Gordon Green    | Estats Units                                         |
| Pasolini                                           | Abel Ferrara          | França, Bèlgica, Itàlia                              |
| En duva satt på en gren och funderade på tillvaron | Roy Andersson         | Suècia, Alemanya, Noruega, França                    |
| Belye nochi pochtalona Alekseya Tryapitsyna        | Andrei Konchalovsky   | Rússia                                               |
| La rançon de la gloire                             | Xavier Beauvois       | França, Bèlgica, Suïssa                              |
| Chuang ru zhe (闯入者)                             | Wang Xiaoshuai        | R.P. de la Xina                                      |
| Sivas                                              | Kaan Müjdeci          | Turquia                                              |
| Ghesse-ha (قصه ها)                                 | Rakhshan Bani-E'temad | Iran                                                 |
| 3 cœurs                                            | Benoît Jacquot        | França                                               |

Títol il·luminat indica guanyador del Lleó d'Or.

### Fora de competició
Les següents pel·lícules foren exhibides "fora de competició":
| Títol original                          | Director(s) | País de producció                    |
| --------------------------------------- | --- | ------------------------------------ |
| The Boxtrolls                           | Anthony Stacchi, Graham Annable | Estats Units                         |
| Burying the Ex                          | Joe Dante | Estats Units                         |
| Can Oi Dik (親愛的)                     | Peter Ho-sun Chan | Hong Kong, R.P. de la Xina           |
| Huang jin shi dai (黃金時代)            | Ann Hui | R.P. de la Xina, Hong Kong           |
| The Humbling                            | Barry Levinson | Estats Units                         |
| Im Keller                               | Ulrich Seidl | Àustria                              |
| Un giorno da italiani                   | Gabriele Salvatores | Itàlia, Regne Unit                   |
| Nymphomaniac Volume II (versió íntegra) | Lars Von Trier | Dinamarca, Alemanya, França, Bèlgica |
| O velho do restelo                      | Manoel de Oliveira | Portugal, França                     |
| Olive Kitteridge                        | Lisa Cholodenko | Estats Units                         |
| Perez.                                  | Edoardo De Angelis | Itàlia                               |
| Hwajang (화장)                          | Im Kwon-taek | Corea del Sud                        |
| She's Funny That Way                    | Peter Bogdanovich | Estats Units                         |
| The Sound and the Fury                  | James Franco | Estats Units                         |
| La trattativa                           | Sabina Guzzanti | Itàlia                               |
| Tsili                                   | Amos Gitai | Israel, Rússia, Itàlia, França       |
| Words with Gods                         | Guillermo Arriaga, Emir Kusturica, Amos Gitai, Mira Nair, Warwick Thornton, Hector Babenco, Bahman Ghobadi, Hideo Nakata, Alex de la Iglesia | Mèxic, Estats Units                  |
| La zuppa del demonio                    | Davide Ferrario | Itàlia                               |

### Horitzons
Les següents pel·lícules foren seleccionades per la secció Horitzons (Orizzonti):
| Pel·lícules                      | Pel·lícules                      | Pel·lícules                                      | Pel·lícules |
| Títol original                   | Director(s)                      | País de producció                                |             |
| -------------------------------- | -------------------------------- | ------------------------------------------------ | ----------- |
| Belluscone, una storia siciliana | Franco Maresco                   | Itàlia                                           |             |
| Bypass                           | Duane Hopkins                    | Regne Unit                                       |             |
| Court                            | Chaitanya Tamhane                | Índia                                            |             |
| Cymbeline                        | Michael Almereyda                | Estats Units                                     |             |
| Ich seh, Ich seh                 | Veronika Franz, Severin Fiala    | Àustria                                          |             |
| Heaven Knows What                | Josh Safdie, Ben Safdie          | Estats Units, França                             |             |
| Jayuui Eondeok (자유의 언덕)     | Hong Sangsoo                     | Corea del Sud                                    |             |
| Jackie & Ryan                    | Ami Canaan Mann                  | Estats Units                                     |             |
| Kreditis Limiti                  | Salome Alexi                     | Geòrgia, Alemanya, França                        |             |
| Nabat                            | Elchin Musaoglu                  | Azerbaidjan                                      |             |
| Near Death Experience            | Benoit Delepine, Gustave Kervern | França                                           |             |
| The President                    | Mohsen Makhmalbaf                | Geòrgia, França, Regne Unit, Alemanya            |             |
| Réalité                          | Quentin Dupieux                  | França, Bèlgica                                  |             |
| Theeb (ذيب)                      | Naji Abu Nowar                   | Jordània, Emirats Àrabs Units, Qatar, Regne Unit |             |
| Takva Su Pravila                 | Ognjen Svilicic                  | Croàcia, França, Sèrbia, Macedònia del Nord      |             |
| La vita oscena                   | Renato De Maria                  | Itàlia                                           |             |
| Senza nessuna pietà              | Michele Alhaique                 | Itàlia                                           |             |

| Curtmetratges        | Curtmetratges             | Curtmetratges       | Curtmetratges |
| Títol original       | Director(s)               | País de producció   |               |
| -------------------- | ------------------------- | ------------------- | ------------- |
| 3/105                | Avelina Prat, Diego Opazo | Espanya             |               |
| Arta                 | Adrian Sitaru             | Romania             |               |
| Bacheh               | Ali Asgari                | Itàlia, Iran        |               |
| Cams                 | Carl-Johan Westregård     | Suècia              |               |
| Castillo y el Armado | Pedro Harres              | Brasil              |               |
| Pat-Lehem            | Idan Hubel                | Israel              |               |
| Era Apocrypha        | Brendan Sweeny            | Estats Units        |               |
| Ferdinand Knapp      | Andrea Baldini            | França              |               |
| Da shu (大暑)        | Chen Tao                  | R.P. de la Xina     |               |
| Fi Al Waqt Al Dae'a  | [Rami Yasin               | Jordània, Palestina |               |
| Mademoiselle         | Guillaume Gouix           | França              |               |
| Maryam               | Sidi Saleh                | Indonèsia           |               |

| Fora de competició  | Fora de competició                                                 | Fora de competició | Fora de competició |
| Títol original      | Director(s)                                                        | País de producció  |                    |
| ------------------- | ------------------------------------------------------------------ | ------------------ | ------------------ |
| L'attesa del maggio | Simone Massi                                                       | Itàlia             |                    |
| Lift You Up         | Ramin Bahrani                                                      | Estats Units       |                    |
| Io sto con la sposa | Antonio Augugliaro, Gabriele Del Grande, Khaled Soliman Al Nassiry | Itàlia, Palestina  |                    |

Títol il·luminat indica el guanyador del premi Orizzonti a la millor pel·lícula i documental respectivament.

### Clàssics de Venècia
Es va projectar en aquesta secció la següent selecció de pel·lícules clàssiques i documentals restaurats:
| Clàssics restaurats                                  | Clàssics restaurats                 | Clàssics restaurats      | Clàssics restaurats |
| Títol original                                       | Director(s)                         | País de producció        |                     |
| ---------------------------------------------------- | ----------------------------------- | ------------------------ | ------------------- |
| Altman                                               | Ron Mann                            | Canadà                   |                     |
| L'udienza (1971)                                     | Marco Ferreri                       | Itàlia                   |                     |
| Gelin (1973)                                         | Lutfi Akad                          | Turquia                  |                     |
| La Cina è vicina (1967)                              | Marco Bellocchio                    | Itàlia                   |                     |
| Guangyin de gushi – Taiwan Xin Dianying              | Hsieh Chin Lin                      | Taiwan                   |                     |
| Guys and Dolls                                       | Joseph L. Mankiewicz                | Estats Units             |                     |
| The Innocents (1961)                                 | Jack Clayton                        | Regne Unit               |                     |
| The Iron Mask (1929)                                 | Allan Dwan                          | Estats Units             |                     |
| L'Amour existe                                       | Maurice Pialat                      | França                   |                     |
| Macbeth (The Tragedy of Macbeth)                     | Roman Polanski                      | Regne Unit, Estats Units |                     |
| The Man from Laramie                                 | Anthony Mann                        | Estats Units             |                     |
| Mouchette (1967)                                     | Robert Bresson                      | França                   |                     |
| Bez końca                                            | Krzysztof Kieślowski                | Polònia                  |                     |
| L'amore difficile (L'avventura di un soldato) (1962) | Nino Manfredi                       | Itàlia                   |                     |
| Todo modo                                            | Elio Petri                          | Itàlia                   |                     |
| Kanojo dake ga shitte iru                            | Osamu Takahashi                     | Japó                     |                     |
| Poltrone rosse, parma e il cinema                    | Francesco Barilli                   | Itàlia                   |                     |
| Una giornata particolare                             | Ettore Scola                        | Itàlia                   |                     |
| Baisers volés                                        | François Truffaut                   | França                   |                     |
| The Tales of Hoffmann                                | Michael Powell, Emeric Pressburger  | Regne Unit               |                     |
| Umberto D. (1952)                                    | Vittorio De Sica                    | Itàlia                   |                     |
| Ya shagayu po Moskve (1963)                          | Georgiy Daneliya                    | Unió Soviètica           |                     |
| Maciste alpino                                       | Luigi Maggi, Luigi Romano Borgnetto | Itàlia                   |                     |
| Senza pietà                                          | Alberto Lattuada                    | Itàlia                   |                     |

| Documental sobre Cinema                 | Documental sobre Cinema               | Documental sobre Cinema | Documental sobre Cinema |
| Títol original                          | Director(s)                           | País de producció       |                         |
| --------------------------------------- | ------------------------------------- | ----------------------- | ----------------------- |
| Animata resistenza                      | Francesco Montagner & Alberto Girotto | Itàlia                  |                         |
| Guangyin de gushi – Taiwan Xin Dianying | Chinlin Hsieh                         | Taiwan                  |                         |
| Poltrone Rosse - Parma e il Cinema      | Francesco Barilli                     | Itàlia                  |                         |
| Nota: llista incompleta                 |                                       |                         |                         |

Títol il·luminats indica el guanyador del Premi Clàssics d Venècia a la millor pel·lícula restaurada i al millor documental sobre cinema.

### Biennale College - Cinema
Les següents pel·lícules foren projectades a la secció "Biennale College - Cinema", un taller de formació en educació superior per a llargmetratges amb micro-pressupostos:
| Títol original                        | Director(s)                  | País de producció        |
| ------------------------------------- | ---------------------------- | ------------------------ |
| H.                                    | Rania Attieh i Daniel Garcia | Estats Units, Argentina  |
| Blood Cells                           | Joseph Bull i Luke Seomore   | Regne Unit               |
| Short Skin - I dolori del giovane Edo | Duccio Chiarini              | Itàlia, Iran, Regne Unit |

### Final Cut in Venice
Es van projectar les següents pel·lícules per a la secció "Final Cut in Venice", un taller per donar suport a la postproducció de pel·lícules procedents d'Àfrica:
| Títol original     | Director(s)           | País de producció             |
| ------------------ | --------------------- | ----------------------------- |
| Al majlis          | Yahya Alabdallah      | Jordània, Emirats Àrabs Units |
| I Have a Picture   | Mohamed Zedan         | Egipte                        |
| Makhdoumin         | Maher Abi Samra       | Líban, França                 |
| Possessed by Djinn | Dalia Al Kury         | Jordània, Alemanya            |
| Rollaball          | Eddie Edwards         | Sud-àfrica, Ghana             |
| Tee Shirt Man      | Tovoniaina Rasoanaivo | Madagascar                    |

### Projeccions especials
Les següents pel·lícules de la Selecció Oficial foren presentades a les Projeccions Especials de la selecció oficial:
- 9x10 novanta, diversos directors italians. Una pel·lícula composta per imatges dels Arxius Luce per celebrar el 90 aniversari de l'Institut Luce. Va ser presentat en col·laboració amb Díes de Venècia (vegeu també la secció següent).[28]
- Taipei Factory II per Hou Chi-Jan, Cho Li, and Hsieh Chun-Yi (Taiwan)[29]

## Seccions autònomes

### Setmana de la Crítica del Festival de Cinema de Venècia
Les següents pel·lícules foren exhibides com en competició per la 29a Setmana de la Crítica:
| En competició             | En competició       | En competició                      | En competició |
| Títol original            | Director(s)         | País de producció                  |               |
| ------------------------- | ------------------- | ---------------------------------- | ------------- |
| Terre battue              | Stéphane Demoustier | França                             |               |
| Xin mi gong (殡棺)        | Xin Yukun           | R.P. de la Xina                    |               |
| Zerrumpelt Herz           | Timm Kroger         | Alemanya                           |               |
| Dancing with Maria        | Ivan Gergolet       | Itàlia, Argentina, Eslovènia       |               |
| Đập cánh giữa không trung | Nguyễn Hoàng Điệp   | Vietnam, França, Noruega, Alemanya |               |
| Ničije dete (Ничије дете) | Vuk Ršumović        | Sèrbia                             |               |
| Villa Touma               | Suha Arraf          | Israel, Alemanya                   |               |

| Pel·lícula d'apertura  | Melbourne         | Nima Javidi   | Iran   |
| Pel·lícula de clausura | Arance e Martello | Diego Bianchi | Itàlia |

### Dies de Venècia
Les següents pel·lícules foren seleccionades per l'11a edició de la secció autònoma Dies de Venècia (Giornate Degli Autori):
| Selecció oficial   | Selecció oficial          | Selecció oficial         | Selecció oficial |
| Títol original     | Director(s)               | País de producció        |                  |
| ------------------ | ------------------------- | ------------------------ | ---------------- |
| Before I Disappear | Shawn Christensen         | Estats Units             |                  |
| Tussen 10 en 12    | Peter Hoogendoorn         | Països Baixos            |                  |
| El 5 de Talleres   | Adrián Biniez             | Argentina, Uruguai       |                  |
| I nostri ragazzi   | Ivano De Matteo           | Itàlia                   |                  |
| Mita Tova          | Tal Granit, Sharon Maymon | Israel, Alemanya         |                  |
| The Goob           | Guy Myhill                | Regne Unit               |                  |
| Asha jaoar majhe   | Aditya Vikram Sengupta    | Índia                    |                  |
| Messi              | Álex de la Iglesia        | Espanya                  |                  |
| Métamorphoses      | Christophe Honoré         | França                   |                  |
| Il-dae-il (일대일) | Kim Ki-duk                | Corea del Sud            |                  |
| Patria             | Felice Farina             | Itàlia                   |                  |
| Retour à Ithaque   | Laurent Cantet            | França                   |                  |
| The Smell of Us    | Larry Clark               | França                   |                  |
| Les nuits d'été    | Mario Fanfani             | França                   |                  |
| He ovat paenneet   | JP Valkepää               | Finlàndia, Països Baixos |                  |

| Esdeveniments especials | Esdeveniments especials | Esdeveniments especials |
| Títol                   | Director(s) | País                    |
| ----------------------- | --- | ----------------------- |
| 9x10 novanta            | Marco Bonfanti, Sara Fgaier, Claudio Giovannesi, Alina Marazzi, Pietro Marcello Giovanni Piperno, Costanza Quatriglio, Paola Randi, Alice Rohrwacher, Roland Sejko | Itàlia                  |
| Five Star               | Keith Miller | Estats Units            |
| The Lack                | Masbedo | Itàlia                  |
| The Show MAS Go On      | Rä di Martino | Itàlia                  |

| Miu Miu Women's Tales | Miu Miu Women's Tales | Miu Miu Women's Tales | Miu Miu Women's Tales |
| Títol original        | Director(s)           | País de producció     |                       |
| --------------------- | --------------------- | --------------------- | --------------------- |
| Nanimono              | Miranda July          | Itàlia, Estats Units  |                       |
| Spark and Light       | So Yong Kim           | Itàlia, Estats Units  |                       |

| Premi Lux          | Premi Lux         | Premi Lux          | Premi Lux |
| Títol original     | Director(s)       | País de producció  |           |
| ------------------ | ----------------- | ------------------ | --------- |
| Razredni sovražnik | Rok Biček         | Eslovènia          |           |
| Ida                | Paweł Pawlikowski | Polònia, Dinamarca |           |
| Bande de filles    | Céline Sciamma    | França             |           |

Títol il·luminat indica guanyador del premi oficial Dies de Venècia.

## Premis

### Selecció oficial
Els premis concedits en la 71a edició foren:
En competició (Venezia 71)
- Lleó d'Or: En duva satt på en gren och funderade på tillvaron de Roy Andersson
- Lleó d'Argent al millor director: Andrei Konchalovsky per Belye nochi pochtalona Alekseya Tryapitsyna
- Gran Premi del Jurat: The Look of Silence de Joshua Oppenheimer
- Copa Volpi al millor actor: Adam Driver per Hungry Hearts
- Copa Volpi Cup a la millor actriu: Alba Rohrwacher per Hungry Hearts
- Premi Marcello Mastroianni: Romain Paul pel seu paper a Le dernier coup de marteau
- Premi al millor guió: Rakhshan Banietemad i Farid Mostafavi per Ghesse-ha
- Premi Especial del Jurat: Sivas de Kaan Mujdeci

Horitzons (Orizzonti)
- Millor pel·lícula: Court de Chaitanya Tamhane
- Millor director: Theeb de Naji Abu Nowar
- Premi especial del jurat: Belluscone, una storia siciliana de Franco Maresco
- Spremi especial al millor actor o actriu: Emir Hadžihafizbegović per Takva Su Pravila
- Premi Horitzons al millor curtmetratge: Maryam de Sidi Saleh

Lleó del Futur
Premi Luigi De Laurentiis a la pel·lícula de debut: Court de Chaitanya Tamhane (Horitzons)
Premi Venecia Classics
- Millor pel·lícula restaurada: Una jornada particular (Una giornata particolare) d'Ettore Scola
- Millor documental sobre cinema: Animata Resistenza de Francesco Montagner i Alberto Girotto

Premis Especials
- Lleó d'Or a la carrera: Thelma Schoonmaker i Frederick Wiseman
- Premi Persol Tribute to Visionary Talent : Frances McDormand[38]
- Premi Jaeger-LeCoultre Glory to the Filmmaker: James Franco;[39]
- Premi L'Oréal Paris per il Cinema: Valentina Corti

### Seccions autònomes
Els següents premis oficials i col·laterals foren concedits a pel·lícules de les seccions autònomes:
29a Setmana dels Crítics de Cinema Internacional de Venècia
- Premi RaroVideo Audience a la Millor pel·lícula: Ničije dete de Vuk Ršumović
- FEDEORA (Federation of Film Critics of Europe and the Mediterranean) millor guió: Ničije dete de Vuk Ršumović
- FEDEORA Millor pel·lícula: Đập cánh giữa không trung de Nguyễn Hoàng Điệp
- Premis FIPRESCI - Millor pel·lícula (Setmana dels Crítics): Ničije dete de Vuk Ršumović[43]
- Premi "Civitas Vitae prossima": Ivan Gergolet (director) per Dancing with Maria

Dies de Venècia (Giornate degli Autori)
- Premi Dies de Venècia: Retour à Ithaque de Laurent Cantet[45]
- Premi BNL People's Choice: Mita Tova de Tal Granit i Sharon Maymon[46]
- Premi Europa Cinemas Label a la millor pel·lícula europea: I nostri ragazzi de Ivano De Matteo[47]
- Premis Fedeora:
  - Millor pel·lícula: Il-dae-il de Kim Ki-duk
  - Millor director d'una pel·lícula de debut: Aditya Vikram Sengupta per Labour of Love
- Premi Brian - UAAR: Mita Tova de Tal Granit i Sharon Maymon
- Premi Lleó Queer 2014: Les nuits d'été de Mario Fanfani
- Premi Gillo Pontecorvo Arcobaleno Latino: The Show MAS Go On de Rä di Martino
- Premi Cinecibo: I nostri ragazzi d'Ivano De Matteo
- Premi Especial Pasinetti : I nostri ragazzi d'Ivano De Matteo
- Premi Open: Rä di Martino +er The Show MAS Go On
- Premi Internacional Akai al millor actor: Jacopo Olmo Antinori per I nostri ragazzi[48]

### Altres premis col·laterals
Els següents premis col·laterals foren concedits a pel·lícules de la selecció oficial:
- Premis FIPRESCI - Millor pel·lícula (Competició principal): The Look of Silence de Joshua Oppenheimer[43]
- Premi SIGNIS: Loin des hommes de David Oelhoffen

Menció especial 99 Homes de Ramin Bahrani
- Premi Francesco Pasinetti (SNGCI) 
  - Millor pel·lícula: Anime nere de Francesco Munzi
  - Millor Actor: Elio Germano per Il giovane favoloso
  - Millor Actriu: Alba Rohrwacher for Hungry Hearts
  - Premi especial: Saverio Costanzo (director) per Hungry Hearts
  - Premi especial: Pierfrancesco Favino (actor) per Senza nessuna pietà (Horitzons)
- Premi Leoncino d'Oro Agiscuola: Birdman d'Alejándro G. Iñárritu

Menció Cinema per UNICEF: Hungry Hearts de Saverio Costanzo
- Premi Arca CinemaGiovani:
  - Millor pel·lícula de Venezia 71: Loin des hommes de David Oelhoffen
  - Millor pel·lícula italiana: Belluscone, una storia siciliana de Franco Maresco (Horitzons)
- Premi CICAE - Cinema d'Arte e d'Essai: Heaven Knows What de Josh i Ben Safdie (Horitzons)
- Premi Fedeora a la millor pel·lícula euro-mediterrània: The Look of Silence de Joshua Oppenheimer
- Premi FEDIC: Io sto con la sposa d'Antonio Augugliaro, Gabriele Del Grande, Khaled Soliman Al Nassiry (Horitzons)

Menció especial: Un giorno da italiani de Gabriele Salvatores
- Premi Fondazione Mimmo Rotella: Luigi Musini (productor) per Anime nere
- Premi Future Film Festival Digital: Birdman d'Alejandro González Iñárritu

Menció especial: Un giorno da italiani de Gabriele Salvatores
- Premi P. Nazareno Taddei: Birdman de Alejandro González Iñárritu
- Premi Lanterna Magica (CGS): Le dernier coup de marteau d'Alix Delaporte
- Golden Mouse: The Look of Silence de Joshua Oppenheimer
- Silver Mouse: Olive Kitteridge de Lisa Cholodenko (fora de competició)
- El pressupost més innovador: Un giorno da italiani de Gabriele Salvatores
- Premi Interfilm per promoure el diàleg interreligiós: Loin des hommes de David Oelhoffen
- Joves Membres del Jurat del Festival de Cinema de Vittorio Veneto:
  - Millor pel·lícula: 99 Homes de Ramin Bahrani
  - Millor actor: Elio Germano (actor) per Il giovane favoloso

Menció especial: Fatih Akin (director) per The Cut
- Premi Green Drop: Belye nochi pochtalona Alekseya Tryapitsyna d'Andrei Konchalovsky
- Premi Soundtrack Stars 
  - Premi Critic’s Choice: Alexandre Desplat (President del jurat Venezia 71)
  - Premi Millor Banda sonora: Birdman de Alejandro González Iñárritu
- Premi Schermi di Qualità – Carlo Mazzacurati: Anime nere de Francesco Munzi
- Premi Human Rights Nights:
  - Io sto con la sposa d'Antonio Augugliaro, Gabriele Del Grande, Khaled Soliman Al Nassiry
  - The Look of Silence de Joshua Oppenheimer
- Premi Piccioni: banda sonora de Il giovane favoloso (música de Sascha Ring)
- Premi AssoMusica “Ho visto una Canzone”: cançó Just One Day, de la pel·lícula Un giorno da italiani
- Premi "Sorriso diverso Venezia 2014": Io sto con la sposa d'Antonio Augugliaro, Gabriele Del Grande, Khaled Soliman Al Nassiry
- 1r Festival de Cinema Internacional Akai[48]
  - Millor Revelació: Xin Yukun for Xin mi gong
  - Millor Direcció: Francesco Munzi for Anime nere
  - Millor Actriu: Iaia Forte for Il giovane favoloso, The Show MAS Go On i La vita oscena